# Архиепархия Джубы

Архиепархия Джубы на карте Судана обозначена под номером 8

Архиепархия Джубы (лат. Archidioecesis Iubaensis) — архиепархия Римско-Католической церкви c центром в городе Джуба, Южный Судан. В митрополию Джубы входят епархии Вау, Ей, Малакаля, Румбека, Томбура-Ямбио, Торита. Кафедральным собором архиепархии Джубы является собор святой Терезы.

## История
14 июля 1927 года Римский папа Пий XII выпустил бреве Expedit ut, которым учредил апостольскую префектуру Бар-эль-Джебеля, выделив её из апостольской префектуры Экваториального Нила (сегодня — Архиепархия Гулу).
3 марта 1949 года апостольская префектура Бар-эль-Джебеля передала часть своей территории апостольской префектуре Мупоя (сегодня — Епархия Томбура-Ямбио).
12 апреля 1951 года апостольская префектура Бар-эль-Джебеля была преобразована в апостольский викариат.
3 июля 1955 года апостольский викариат Бар-эль-Джебеля передал часть своей территории апостольскому викариату Румбека (сегодня — Епархия Румбека).
26 мая 1961 года апостольский викариат Бар-эль-Джебеля был переименован в апостольский викариат Джубы.
12 декабря 1974 года Римский папа Павел VI издал буллу Cum in Sudania, которой возвёл апостольский викариат Джубы в ранг архиепархии.
2 сентября 1983 года архиепархия Джубы передала часть своей территории для возведения новой епархии Торита.

## Ординарии архиепархии
- священник Джузеппе Замбонарди (1.02.1928 — 1938);
- священник Степан Млакич (21.10.1938 — 1950);
- епископ Систо Маззольди (8.07.1950 — 12.06.1967) — назначен епископом Морото;
- архиепископ Ириней Вьен Дуд (12.12.1974 — 1982);
- архиепископ Паулино Лукуду Лоро (19.02.1983 — 12.12.2019);
- кардинал Стивен Амею Мартин Мулла (12 декабря 2019 — по настоящее время).

## Источник
- Annuario Pontificio, Libreria Editrice Vaticana, Città del Vaticano, 2003, ISBN 88-209-7422-3